# Park Narodowy Tsingy de Bemaraha
Park Narodowy Tsingy de Bemaraha – park narodowy położony w zachodniej części Madagaskaru. Powierzchnia 152000 ha (łącznie z rezerwatem Tsingy de Bemaraha). Obejmują krasowe formy wapienne w postaci ostrych szczytów „tsingy”, lasów kamiennych igieł i widowiskowego kanionu rzeki Manambolo. Dziewicze lasy, mangrowe zarośla i jeziora tworzą siedliska rzadkich gatunków lemurów i ptaków. W 1990 roku obszar został wpisany na Listę Światowego Dziedzictwa Kulturalnego i Przyrodniczego UNESCO. Dopiero potem, w 1997 roku utworzono park narodowy.